# مسابقات دوچرخه‌سواری کلاسیک
مسابقات دوچرخه‌سواری کلاسیک مسابقات دوچرخه‌سواری جادهٔ حرفه‌ای یک‌روزه‌ای هستند که در تقویم بین‌المللی ثبت شده‌اند. بیشتر این رویدادها (که همگی در اروپای غربی برگزار می‌شوند) برای دهه‌های متوالی در تقویم حرفه‌ای قرار داشته‌اند و قدیمی‌ترین آن‌ها در سدهٔ ۱۹ میلادی راه‌اندازی شده‌اند. این مسابقات معمولاً در زمان ثابتی در هر سال برگزار می‌شوند.
از فصل ۲۰۰۵ تا ۲۰۰۷ کلاسیک‌ها بخشی از تور حرفه‌ای یوسی‌آی بودند. سپس تور حرفه‌ای با جام جهانی دوچرخه‌سواری جاده جایگزین شد که تنها رویدادهای یک‌روزه را در بر می‌گرفت.

## تعریف
اجماع روشنی دربارهٔ تعریف مسابقهٔ دوچرخه‌سواری کلاسیک وجود ندارد. در هیچ‌یک از قوانین اتحادیهٔ جهانی دوچرخه‌سواری از این عبارت یاد نشده‌است. در نتیجه مشکلاتی برای تعریف مشخصات چنین مسابقاتی وجود دارد و تهیهٔ یک فهرست دقیق را ناممکن می‌کند. معیارهای گوناگونی برای اهمیت یک مسابقهٔ دوچرخه‌سواری به کار می‌روند: تاریخ ایجاد، اهمیت تاریخی و سنتی، اهمیت اقتصادی، مکان، درجهٔ سختی و غیره. بسیاری از این معیارها در طول زمان تغییر می‌کنند. یکی از معیارهای کاربردی، دسته‌بندی تورها توسط اتحادیه جهانی است، هرچند که بسیاری از طرفداران، به حضور برخی مسابقات در بالاترین رده اعتراض دارند و برخی از مسابقات قدیمی در تور جهانی قرار داده نشده‌اند.
به دلیل ابهام روزافزون دربارهٔ عبارت کلاسیک، عبارت جدیدتر یادبود در سدهٔ ۲۱ میلادی معرفی شد تا پنج مسابقهٔ کلاسیک دارای بیشترین احترام را نشان دهد.

## کلاسیک‌ها
در این فهرست، همهٔ مسابقات یک‌روزهٔ تور جهانی و مسابقات دارای اهمیت تاریخی قرار داده شده‌اند.

### کلاسیک‌های بهاره
کلاسیک‌های بهاره در ماه‌های مارس و آوریل برگزار می‌شوند و شامل مسابقهٔ میلان-سان‌رمو، کلاسیک‌های فلاندر و کلاسیک‌های آردن هستند.
- میلان-سان‌رمو: نخستین مسابقهٔ کلاسیک فصل است که در نزدیک‌ترین یکشنبه به آغاز بهار برگزار می‌شود. در ۱۹۰۷ بنیان‌گذاری شد.

#### کلاسیک‌های سنگ‌فرش
- ئی۳ ارلبک: نخستین مسابقهٔ کلاسیک بهاره در فلاندر. نخستین دوره در ۱۹۵۸ برگزار شد.
- خنت-ویووخم: نخستین دوره در ۱۹۳۴ برگزار شد. در سال‌های اخیر در یکشنبهٔ میان میلان-سان‌رمو و تور فلاندر برگزار می‌شود.
- تور فلاندر: معمولاً در اوایل آوریل برگزار می‌شود. بزرگترین مسابقهٔ دوچرخه‌سواری فلاندر است و در سال ۱۹۱۳ بنیان‌گذاری شد.
- پاریس-روبه: به‌طور سنتی یک هفته پس از تور فلاندر آغاز می‌شود. نخستین دورهٔ آن در ۱۸۹۶ برگزار شد.

#### کلاسیک‌های آردن
- مسابقهٔ طلایی آمستل: معمولاً در میانهٔ آوریل و یک هفته پس از پاریس-روبه برگزار می‌شود. در ۱۹۶۶ آغاز شده‌است.
- لافلش والونی: دومین کلاسیک آردن است و در میانهٔ هفته بین مسابقهٔ طلایی آمستل و لیژ-باستون-لیژ برگزار می‌شود. نخستین دورهٔ آن در ۱۹۳۶ بود.
- لیژ-باستون-لیژ: قدیمی‌ترین مسابقهٔ کلاسیک است که نخستین دورهٔ آن در ۱۸۹۲ برگزار شده‌است. در اواخر آوریل و یک هفته پس از مسابقهٔ طلایی آمستل انجام می‌شود.

### کلاسیک‌های تابستانه
- کلاسیک سن سباستین
- کلاسیک واتنفال
- سه‌گانهٔ لمباردی شامل سه مسابقه که در سپتامبر برگزار می‌شوند.
- کلاسیک برتانی
- کلاسیک‌های سن لوران در ایالت کبک شامل دو مسابقهٔ جایزه بزرگ کبک و جایزه بزرگ مونترآل

### کلاسیک‌های پاییزه
- پاریس-بروکسل که از ۱۸۹۳ برگزار می‌شود و در ۲۰۱۳ به مسابقات دوچرخه‌سواری کلاسیک بروکسل تغییر نام یافت.
- جایزه بزرگ فورمیه که نخستین بار در ۱۹۲۸ در شمال فرانسه برگزار شد.
- پاریس-تور که نخستین دورهٔ آن در ۱۸۹۶ انجام شد.
- سه‌گانهٔ پاییزی شامل سه مسابقه در ایتالیا (میلان-تورینو، تور پیمونته و تور لمباردی) در هفتهٔ پس از مسابقات قهرمانی جهان
- تور امیلیا یک هفته پس از تور لمباردی
- جام ژاپن در پایان اکتبر پیرامون اوتسونومیا

## یادگارها
پنج یادگار به عنوان قدیمی‌ترین، سخت‌ترین و معتبرترین رویدادهای یک‌روزه در دوچرخه‌سواری در نظر گرفته می‌شوند. هریک از آن‌ها تاریخ طولانی و مشخصه‌های خاصی دارند. این مسابقات، پرامتیازترین مسابقات یک‌روزهٔ تور جهانی  (با ۱۰۰ امتیاز برای برنده) هستند.
- میلان-سان‌رمو: نخستین کلاسیک بزرگ فصل است و مسابقهٔ آخرخط‌روها به‌شمار می‌رود. این مسابقه طولانی است (حدود ۳۰۰ کیلومتر) و بیشتر مسیر آن مسطح و در امتداد ساحل لیگوریا است.
- تور فلاندر: این مسابقه شامل تپه‌های کوتاه باریک در مسیر سنگ‌فرش و با شیب زیاد است. از سال ۱۹۹۸، مسابقه از بروخه آغاز می‌شود.
- پاریس-روبه: بخش‌های زیادی از مسیر مسابقه، سنگ‌فرش است و یکی از ناخوشایندترین مسابقات یک‌روزه به‌شمار می‌رود. بسیاری آن را قهرمانانه‌ترین مسابقهٔ یک‌روزهٔ سالانهٔ دوچرخه‌سواری می‌دانند.
- لیژ-باستون-لیژ: قدیمی‌ترین مسابقهٔ کلاسیک است که در سال ۱۸۹۲ راه‌اندازی شده‌است. این مسابقه، طولانی و دشوار است و از ویژگی‌های آن، تپه‌های پرشیب آردن و خط پایان سربالایی در حومهٔ صنعتی لیژ است.
- تور لمباردی: خط پایان این مسابقه به صورت مسطح در بولونیا است و شامل بخش‌های تپه‌ای پیرامون دریاچه کومو است.

### برترین برندگان یادگارها
تنها سه رکابزن هر پنج یادگار را پیروز شده‌اند: ریک فن لوی، ادی مرکس و راجر فلامینک  که هر سه بلژیکی هستند. تنها ادی مرکس در هر مسابقه بیش از یک بار، برنده شده‌است. شون کلی در چهار مسابقه برنده شد؛ ولی بهترین عنوان او در تور فلاندر، سه نایب قهرمانی بود. هنی کویپر در چهار مسابقه پیروز شد؛ ولی در لیژ-باستون-لیژ یک عنوان دومی را به دست آورد. فرد دی بروین تنها در تور لمباردی برنده نشد و به مقام دوم رسید. ژرمن دریک نیز تنها در تور لمباردی به پیروزی نرسید.